# Йосип Ариматейський

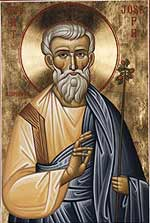
Йосип Ариматейський

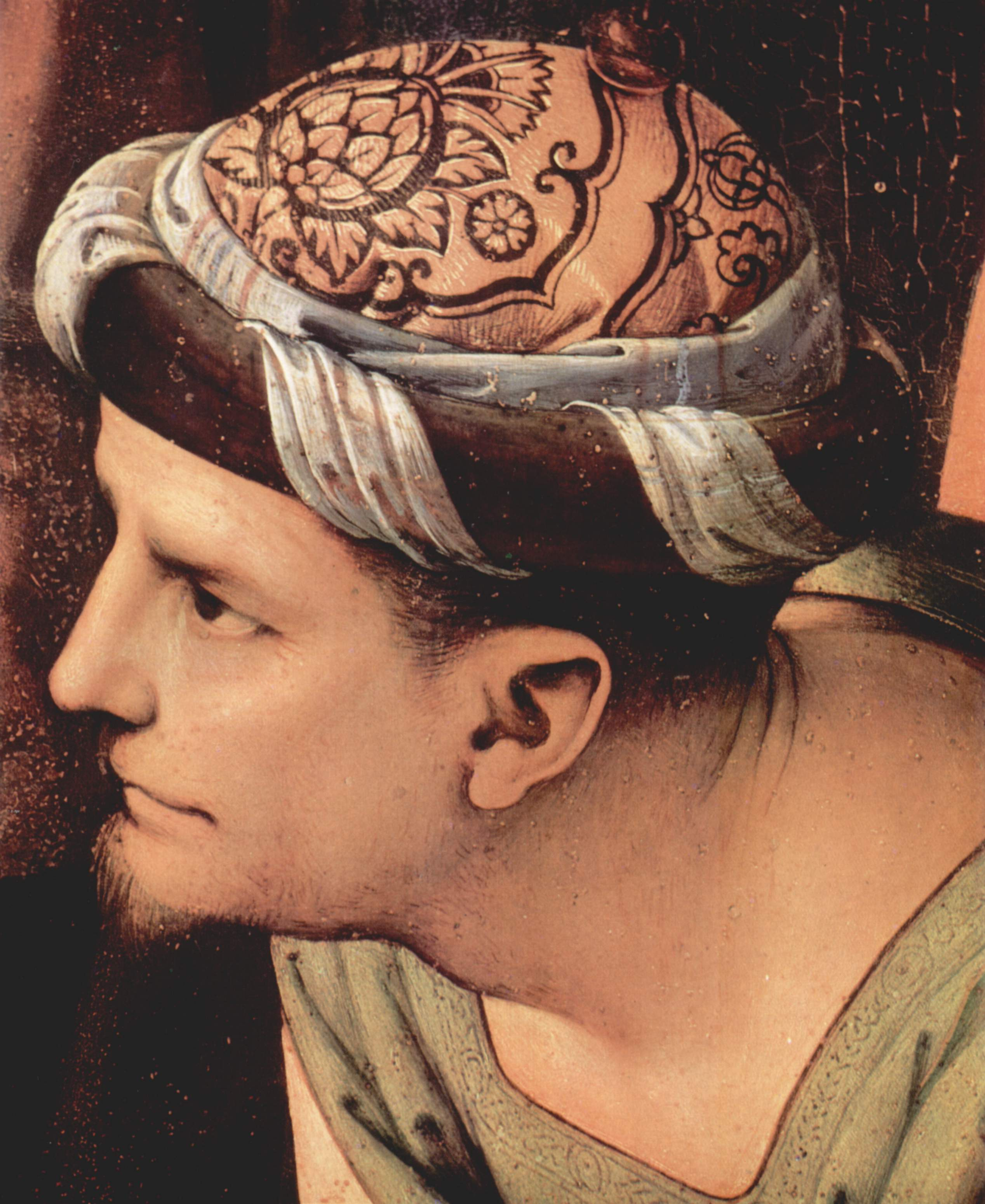
Йосип Ариматейський (П'єтро Перуджіно)

Йосип Ариматейський (івр. יוסף הרמתי) — юдейський старійшина, у гробниці якого був похований Ісус Христос; згадується всіма чотирма євангелістами в оповіданні про поховання Ісуса.

## Йосип в Євангеліях
Згідно з Євангелієм — багатий і знатний член Синедріона, з міста Ариматея або Рамат (Рами), був послідовником Ісуса, але таємним, і не входив до числа апостолів.
Саме Йосип просив у Пілата тіло страченого Ісуса, і, отримавши дозвіл зняти його з хреста, поховав у вирубаній в скелі гробниці, що належала йому самому. Разом із ще одним учнем Ісуса, Никодимом, Йосип обгорнув тіло Ісуса плащаницею, якою, за однією з версій, є Туринська плащаниця.
У християнстві вважається, що похованням в гробниці Йосипа Ариматейського було виконано месіанське пророцтво Ісаї: «Йому призначили труну з лиходіями, та Його поховали в багатого» (Іс. 53:9).
У апокрифічних текстах — «Євангелії Петра», «Діяннях Пілата» та інших — містяться інші відомості про Йосипа, в більшості своїй легендарні. Так, наприклад, «Євангеліє від Петра» повідомляє, що Йосип Ариматейський був особистим другом Понтія Пілата.

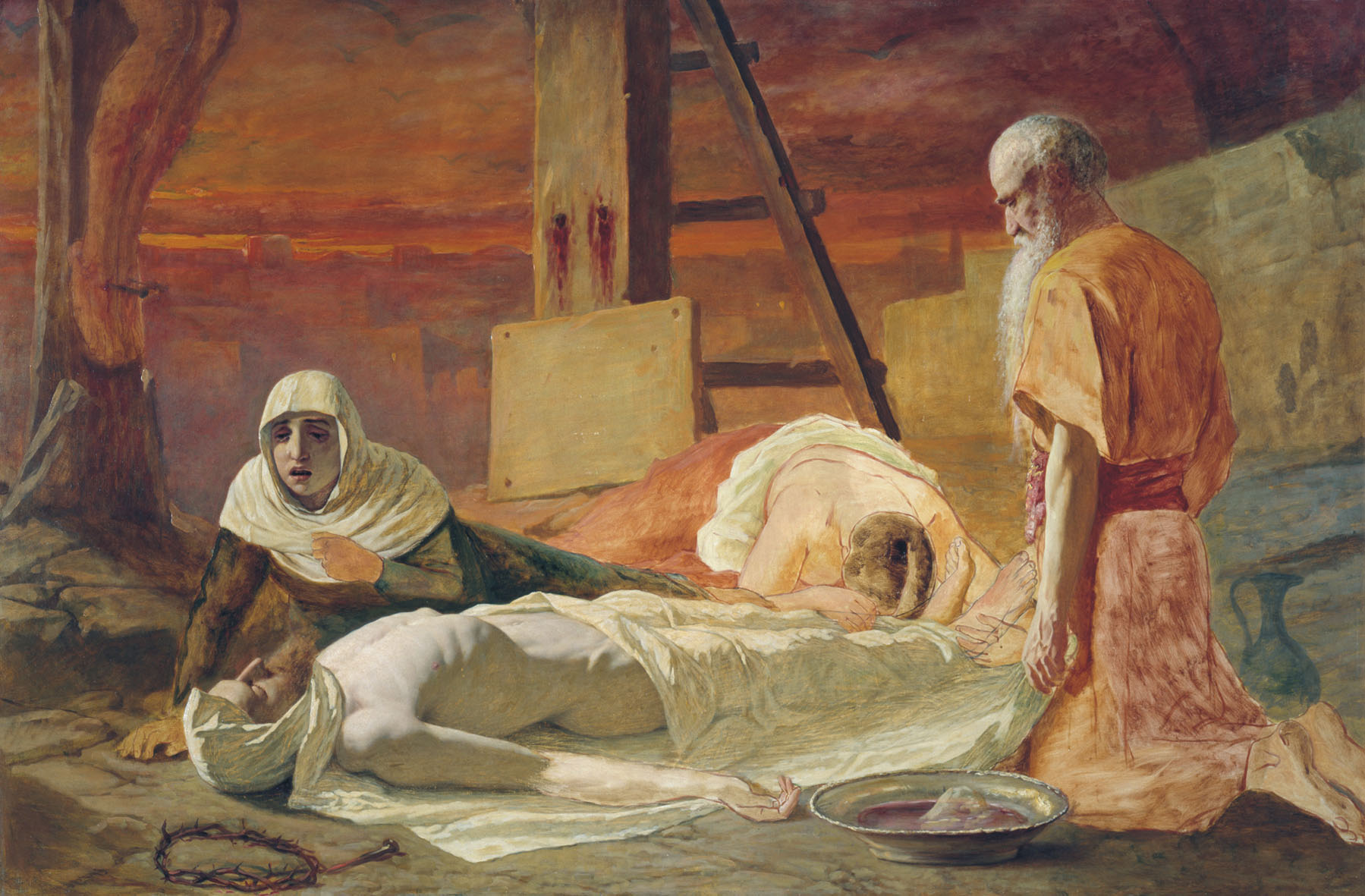
Зняття з хреста

Пам'ять Йосифа в католицькій церкві — 17 березня та 31 серпня, православна церква здійснює його пам'ять 31 липня та в Неділю жінок-мироносиць (3-ю після Великодня).

## Йосип і легенда про Грааль
Історія Йосипа набула великого поширення завдяки легенді про Святий Ґрааль — чаші, в яку Йосип збирає кров Христа. Різні частини цієї історії викладені в романі Joseph d'Arimathie (бл. 1215) французького поета Робера де Борона, що, нібито, переклав легенду з латині. Пізніший французький роман Grand St. Graal (1240) послужив основою для англійських творів Joseph of Arimathie і The Holy Grail, що дають ключ до зв'язку історії Грааля і легенд про лицарів Круглого столу короля Артура.
За легендою, Йосип передав Спис Лонгина якійсь легендарній особистості, що залишилася в історії як «Король-рибалка». Він же став і зберігачем Святого Грааля. Володіння Списом зіграло з «Королем-рибалкою» злий жарт — він став євнухом.